# پیتر ویدمار
پیتر ویدمار (به انگلیسی: Peter Vidmar)(زادهٔ ۳ ژوئن ۱۹۶۱) ژیمناست اهل کشور ایالات متحده آمریکا است.